# 利科夫家族
利科夫家族（俄语：Лыковы）是俄國一個信奉舊禮儀派的家族。爲了躲避宗教迫害，一家人於1936年躲進南西伯利亞阿巴坎地區的薩彥嶺之中，並在此後的42年中過上了與世隔絕的生活。

## 歷史

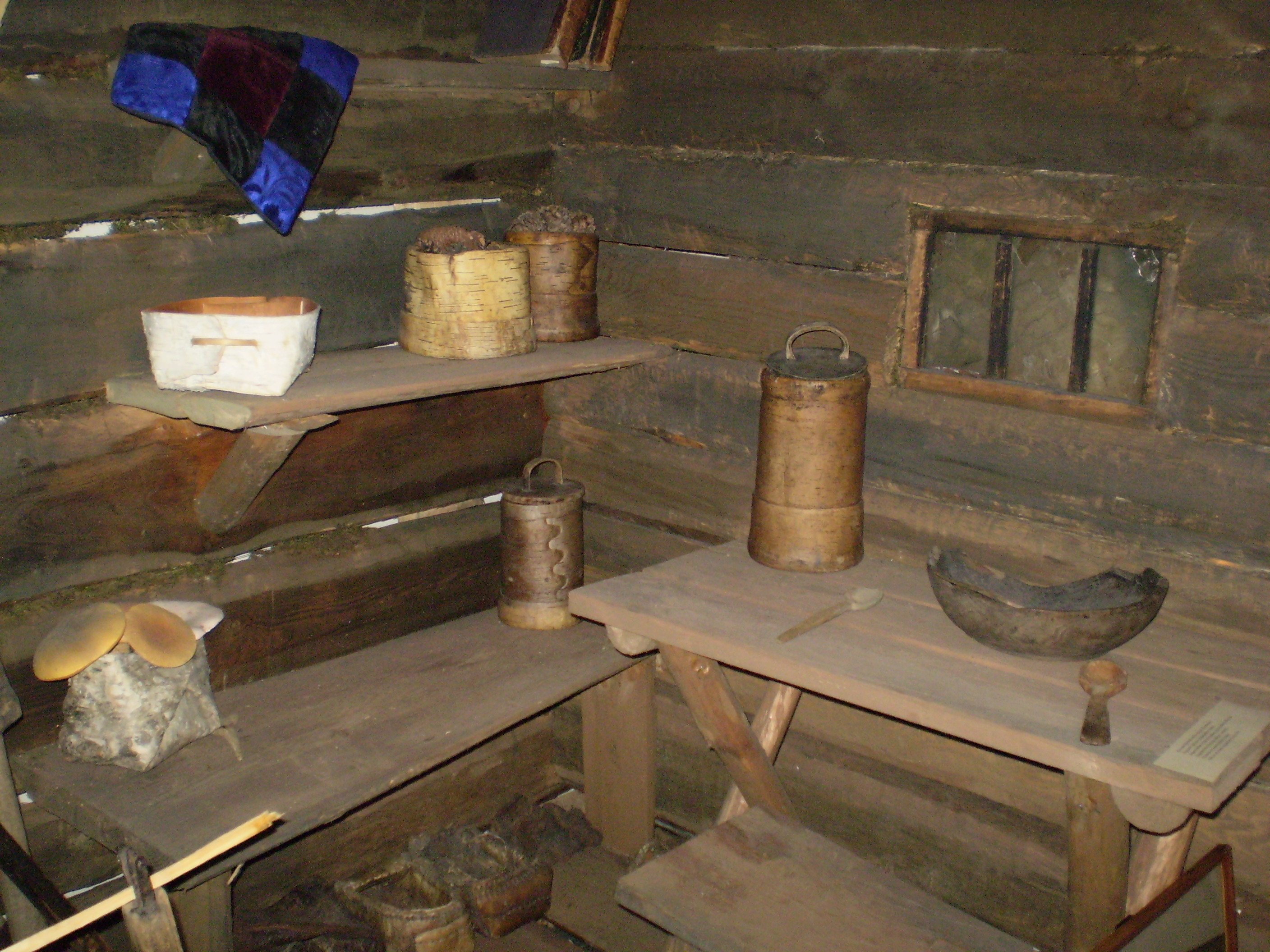
利科夫一家所用過的物品，現藏於克拉斯諾亞爾斯克人文博物館

早在沙皇彼得一世時期，利科夫一家所信奉的舊禮儀派就已是宗教迫害的目標。在奉行無神論的布爾什維克掌權後，舊禮儀派信徒受到了更大的威脅。1936年，卡普·奧西波維奇·利科夫（Карп Осипович Лыков）的兄弟被一名紅軍巡邏兵射殺。目睹了這一事件的利科夫自是攜妻子與兩個孩子離開位於秋明州的家鄉，向東遷至哈卡斯共和國阿巴坎河盆地的泰加林中，此地距離最近的人類定居點也有250（160英里）之遙。往後的42年中，利科夫家庭未曾與外界有過任何接觸，一家人甚至不曾知道第二次世界大戰。在與世隔絕的生活中利科夫又有了兩個孩子。1978年，一隊地質學家在乘坐直升機進行礦物勘探的過程中發現了利科夫一家，一家人於是再次與外人有了接觸。即使如此，利科夫一家此後仍沒有離開他們的居所。

## 家庭成員
- 卡普·奧西波維奇·利科夫（Карп Осипович，？–1988年2月16日）
- 阿庫琳娜（Акулина Карповна，？–1961年2月16日）
- 沙文（約1927–1981）
- 娜塔莉婭（Наталия，約1934–1981）
- 迪米特里（Дмитрий，1940–1981）
- 阿加菲婭（Агафья Карповна Лыкова，1943年生）

卡普·利科夫的妻子阿庫琳娜在1961年死於飢餓。他的三個孩子在1981年相繼去世。卡普·利科夫本人死於1988年。目前他的女兒阿加菲婭·利科娃仍然獨居在阿巴坎的針葉林裏。與之前不同的是，阿加菲婭時常保持著與外界的聯繫。科麥羅沃州政府近年曾派人運送物資幫助她過冬。2013年新年夜，哈卡斯保留地的工作人員爲她送去了聖誕禮物。

## 相關出版物
記者瓦西里·佩斯科夫曾在1982年於共青團真理報上發表過多篇與利科夫家族有關的報導。1994年，佩斯科夫創作了書籍《迷失泰加林：一個俄國家庭爲生存與宗教自由在西伯利亞荒野的五十年鬥爭》（Lost in the Taiga: One Russian Family's Fifty-Year Struggle for Survival and Religious Freedom in the Siberian Wilderness）來講述利科夫一家的故事。該書在法國非常暢銷，導演讓-雅克·阿諾得到了其電影改編權。
2013年3月，Vice雜誌拍攝了記錄片《阿加菲婭的泰加林生活》（Agafia's Taiga Life），呈現了利科夫家族最後一名成員，70歲的阿加菲婭的日常生活。

## 外部連結
- Василий Михайлович Песков. Таежный тупик. （页面存档备份，存于）

51°27′39″N 88°25′38″E / 51.46087°N 88.42713°E